# Phrynobatrachus leveleve
Phrynobatrachus leveleve é uma espécie de anfíbio anuros da família Phrynobatrachidae. Presente em São Tomé e Príncipe, seu habitat natural são florestas tropicais e subtropicais húmidas, rios, pântanos de água fresca, biomas montanos tropicais ou subtropicais, plantações, florestas densas degradadas e lagoas. A UICN classificou-a como pouco preocupante.
O nome leveleve é oruindo da Língua são-tomense e significa "calmamente", se referindo ao comportamento descontraído dos cidadãos de São Tomé e Príncipe de acordo com os autores que nomearam a espécie.